# Lac Kipawa
Lac Kipawa (engelska: Lake Kipawa) är en sjö i Kanada.   Den ligger i provinsen Québec, i den sydöstra delen av landet, 300 km nordväst om huvudstaden Ottawa. Lac Kipawa ligger 265 meter över havet.
Trakten runt Lac Kipawa är nära nog obefolkad, med mindre än två invånare per kvadratkilometer.